# Ponto donatti

Todas as partes estão no mesmo plano vertical

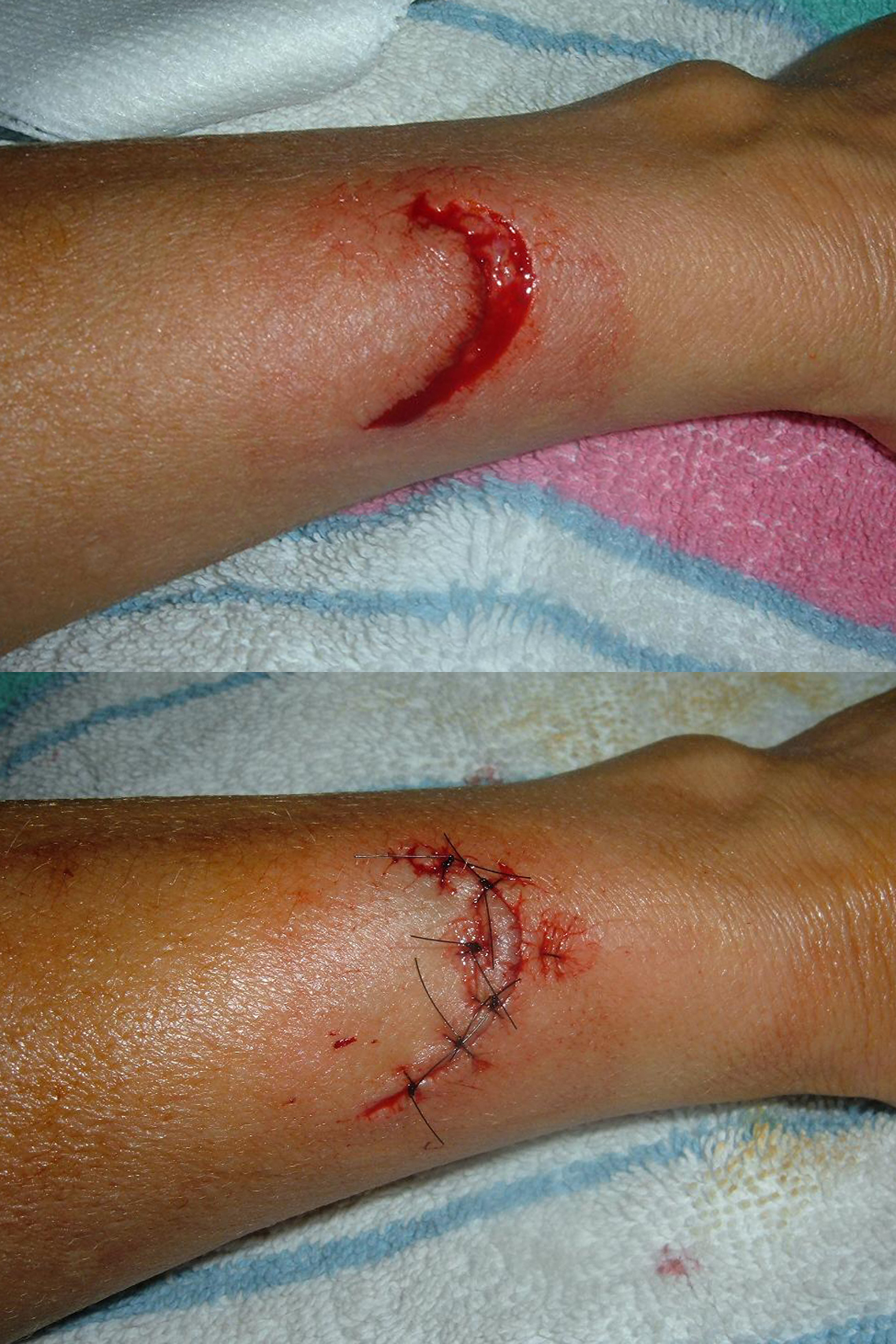
O ponto médio é um ponto donati, os outros são pontos interrompidos simples

O ponto Donati (nomeado a partir do cirurgião italiano Mario Donati que o inventou), é um tipo de sutura usado para fechar feridas na pele. As vantagens do ponto donati são que ele fornece fechamento para camadas profundas e superficiais, e também permite eversão perfeita e oposição vertical das bordas superficiais da pele. Sua desvantagem é uma propensão relativamente alta para penetrar na pele e causar cicatrizes de pontos proeminentes.

## Uso
O ponto donati é mais comumente usado em locais anatômicos que tendem a inverter, como a parte posterior do pescoço e locais de maior laxidade da pele, como o fechamento da pele laxante após a remoção de um cisto dermóide. É útil para feridas profundas, onde pode substituir duas camadas de suturas profundas e superficiais. Não são recomendadas para locais como a palma da mão, onde estruturas importantes se encontram bastante superficiais à epiderme.

## Técnica
O ponto donati é colocado numa ordem de entrada da agulha "longe-longe" e "perto-perto". Os laços "longe-longe" entram e saem da superfície da pele num ângulo de 90 graus, cerca de 4 mm a 8 mm da margem da ferida. Passam relativamente profundos na derme. Os laços "perto-perto" entra e sai da superfície da pele 1 mm a 2 mm a partir da margem da ferida, atravessando a ferida à baixa profundidade. Devido ao grau preciso de controle que o ponto donati fornece, as entradas devem ser simétricas, especialmente a profundidade do laço perto-perto ou a ferida ficará com aspecto invariavelmente desalinhado. O nó é apertado apenas até que a oposição e eversão suficientes são alcançadas. Apertos fortes demais aumentam a probabilidade do material de sutura cortar a pele, tendo em conta o inchaço que se seguirá durante a cicatrização da ferida. O aparafusamento (colocar pequenos rolos de gaze sob os laços de superfície antes de se apertar) impede que o material de sutura corte na pele.

## Vantagens e desvantagens
O ponto donati tem muitos efeitos devido à sua capacidade quádrupla de conseguir um fechamento profundo e superficial da ferida, eversão da borda e alinhamento vertical preciso das margens superficiais da ferida. Contudo, devido à sua natureza demorada, muitos médicos seguem essa técnica em poucas vezes. No entanto, essa vantagem de controle preciso também significa que o ponto donati é muito passível de erros do operador, particularmente no que diz respeito ao mau alinhamento vertical das arestas. No geral, a propensão do ponto donati para criar marcas limita o seu uso em áreas cosmeticamente sensíveis, como o rosto e é imperativo removê-lo o mais cedo possível quando ele é usado em outros lugares do corpo.